# Eugenio Ravignani
Eugenio Ravignani, italijanski rimskokatoliški duhovnik, škof, * 30. december 1932, Pulj, † 7. maj 2020, Trst.

## Življenjepis
Izšel je iz družine istrskih ezulov po 2. svetovni vojni. 3. julija 1955 je prejel duhovniško posvečenje v Tržaško-Koprski škofiji.
7. marca 1983 je bil imenovan za škofa škofije Vittorio Veneto; škofovsko posvečenje je prejel 24. aprila istega leta.
Po smrti Lorenza Bellomija je Janez Pavel II. 4. januarja 1997 imenoval Evgena Ravignanija za novega tržaškega škofa. 
4. julija 2009 je papež Benedikt XVI. sprejel odstop škofa Ravignanija, ki mu ga je podal ob svojih dopolnjenih 75 letih ter se s tem upokojil. Nasledil ga je Giampaolo Crepaldi. 